# Legea Stefan-Boltzmann

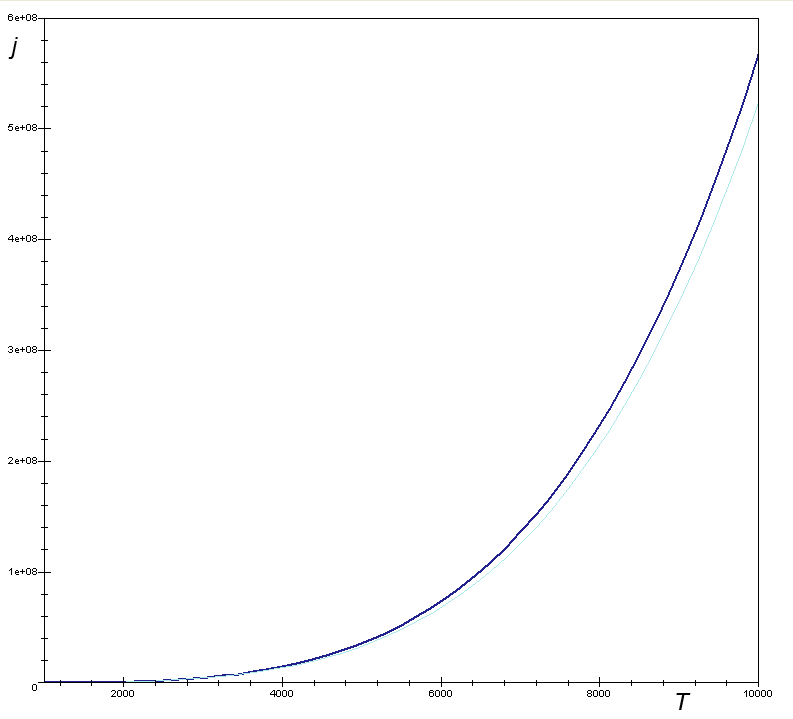
Graficul radiației termice emise de un corp negru în funcție de temperatură. Cu albastru deschis este aproximația lui Wien.

Legea Stefan–Boltzmann, cunoscută și ca Legea Stefan, stipulează că energia totală radiată de o unitate de suprafață a corpului negru într-o unitate de timp (cunoscută și ca radiația corpului negru, emitanța integrală sau radianța integrală), {\displaystyle j^{\star }}, este direct proporțională cu puterea a patra a temperaturii termodinamice (absolute) {\displaystyle T\,}:
{\displaystyle j^{\star }=\sigma T^{4}.}
Un caz mai general este cel al corpului gri, care nu absoarbe sau emite toată radiația, ci doar o parte a ei, caracterizată prin emisivitatea {\displaystyle \epsilon \,}:
{\displaystyle j^{\star }=\varepsilon \sigma T^{4}.}
Emitanța {\displaystyle j^{\star }} are dimensiunea unui flux energetic, iar în SI se măsoară în Joule pe secundă și metru pătrat, sau echivalentul W/m2. Temperatura {\displaystyle T\,} se exprimă în K, iar {\displaystyle \epsilon \,} este emisivitarea corpului gri. Pentru corpul absolut negru {\displaystyle \epsilon =1\,}.
Constanta de proporționalitate σ, numită constanta corpului (absolut) negru sau constanta Stefan–Boltzmann, nu este o constantă fundamentală, ci una derivată. Valoarea ei este: 
{\displaystyle \sigma ={\frac {2\pi ^{5}k^{4}}{15c^{2}h^{3}}}=5,670400\times 10^{-8}{\textrm {Js}}^{-1}{\textrm {m}}^{-2}{\textrm {K}}^{-4}}
unde {\displaystyle k\,} este constanta Boltzmann, {\displaystyle h\,}este constanta Planck, iar {\displaystyle c\,} este viteza luminii în vid. De exemplu, la 1000 K radiația corpului negru este de 56 704 W/m2.
Legea a fost dedusă în 1879 de Jožef Stefan (1835-1893)pe baza măsurătorilor experimentale efectuate de John Tyndall și a fost dedusă teoretic din termodinamică de Ludwig Boltzmann (1844-1906) în 1884.